# 杰普逊公司
杰普逊公司（英語：Jeppesen Sanderson, Inc.），是波音公司旗下子公司，为全球各地航空公司與飛行員提供在线查看、下载飞行航图等专业相关信息的平台。在全球约有3200名员工，总部位于美国科罗拉多州的因弗内斯，服务网络遍布全球。

## 历史
杰普逊公司于1934年由美國著名飞行家艾瑞·伯格·傑普森（Elrey Borge Jeppesen）在他位于猶他州盐湖城的家中成立。